# Zdeněk Zíma (1935)
Zdeněk Zíma (1. února 1935 – 30. prosince 2023) byl československý hokejový útočník. Za Litvínov nastoupili v lize i jeho syn Zdeněk Zíma, vnuk David Zíma a bratr Jiří Zíma. Po skončení aktivní kariéry působil jako trenér a hokejový funkcionář.

## Hokejová kariéra
V československé lize hrál za CHZ Litvínov. Odehrál 9 ligových sezón, nastoupil ve 261 ligových utkáních a dal 94 ligových gólů. V nižších soutěžích hrál i za VTJ Dukla Litoměřice, TJ Slovan Ústí nad Labem a TJ Stadion Teplice.

## Klubové statistiky
| Sezona    | Klub                     | Soutěž  | Základní část | Základní část | Základní část | Základní část | Základní část |
| Sezona    | Klub                     | Soutěž  | Z             | G             | A             | B             | TM            |
| --------- | ------------------------ | ------- | ------------- | ------------- | ------------- | ------------- | ------------- |
| 1956/1957 | VTJ Dukla Litoměřice     | 3. liga | -             | -             | -             | -             | -             |
| 1957/1958 | Jiskra SZ Litvínov       | 2. liga | -             | 7             | -             | -             | -             |
| 1958/1959 | Jiskra SZ Litvínov       | 2. liga | -             | 8             | -             | -             | -             |
| 1959/1960 | Jiskra SZ Litvínov       | 1. liga | 22            | 4             | 10            | 14            | -             |
| 1960/1961 | Jiskra SZ Litvínov       | 1. liga | 27            | 13            | 10            | 23            | -             |
| 1961/1962 | Jiskra SZ Litvínov       | 1. liga | 31            | 17            | 13            | 30            | -             |
| 1962/1963 | CHZ Litvínov             | 1. liga | 31            | 13            | 13            | 26            | -             |
| 1963/1964 | CHZ Litvínov             | 1. liga | 24            | 3             | -             | -             | -             |
| 1964/1965 | CHZ Litvínov             | 1. liga | 32            | 10            | -             | -             | -             |
| 1965/1966 | CHZ Litvínov             | 1. liga | 31            | 16            | 6             | 22            | -             |
| 1966/1967 | CHZ Litvínov             | 1. liga | 29            | 11            | -             | -             | -             |
| 1967/1968 | CHZ Litvínov             | 1. liga | 34            | 7             | 7             | 14            | -             |
| 1968/1969 | TJ Slovan Ústí nad Labem | 2. liga | -             | -             | -             | -             | -             |